# Field Cove
Die Field Cove ist eine 3,5 km breite und 3 km lange Bucht an der Danco-Küste des Grahamlands auf der Antarktischen Halbinsel. Sie liegt westlich des Bachstrom Point am Nordufer der Beascochea-Bucht.
Das UK Antarctic Place-Names Committee benannte sie 2016. Namensgeberin ist Carmen Field (1963–2016), die 27 Jahre lang als Touristenführerin in Antarktika tätig war.